# Guijosa (Guadalajara)
Guijosa es una localidad española, pedanía del municipio de Sigüenza, perteneciente a la provincia de Guadalajara, en la comunidad autónoma de Castilla-La Mancha. Tiene una población fija de 21 habitantes según el censo del INE de 2011. 

## Historia
Hacia mediados del siglo XIX, el lugar, por entonces con ayuntamiento propio, tenía contabilizada una población de 122 habitantes. Aparece descrito en el noveno volumen del Diccionario geográfico-estadístico-histórico de España y sus posesiones de Ultramar de Pascual Madoz de la siguiente manera:

GUIJOSA: l. con ayunt. en la prov. de Guadalajara (13 leg.), part. jud. y dióc. de Sigüenza (1), aud. terr. de Madrid (23), c. g. de Castilla la Nueva: sit. en la pendiente de un barranco, disfruta de buena ventilacion y clima sano, siendo las enfermedades mas comunes, fiebres intermitentes: tiene 34 casas; la de ayunt. que tambien sirve de cárcel; escuela de instruccion primaria, concurrida por 10 alumnos, á cargo de un maestro dotado con 60 rs.; una igl. parr., matriz de la de Cubillas: confina el térm. N. Mojares; E. Orna; S. Cubillas, y O. Barbatona; dentro de él se encuentran muchas fuentes y una ermita (La Soledad). El terreno fertilizado por un arroyo que tiene su origen dentro de la jurisd. en la fuente llamada del Suso, es de buena calidad; comprende un monte poblado de diferentes árboles y matas bajas. caminos: los locales y los que dirigen á Sigüenza, Aragon, Almazan y la Alcarria. correo, se recibe y despacha en la adm. de Sigüenza. prod.: trigo, cebada, arena y patatas; se cria ganado lanar y vacuno; caza de conejos, liebres y perdices. ind.: la agrícola. comercio: esportacion de los art. de consumo que faltan. pobl.: 29 vec, 122 alm. cap. prod.: 922,500 rs. imp.: 41,800 contr.: 2,383. presupuesto municipal 1,000 se cubre por reparto entre los vecinos.
(Madoz, 1847, pp. 79-80)

El municipio de Guijosa desapareció en 1963, al ser incorporado, junto a los de Alcuneza, Moratilla de Henares, Palazuelos, Pelegrina y Pozancos, al término municipal de Sigüenza.

## Demografía
| Gráfica de evolución demográfica de Guijosa entre 1842 y 1960 |
| |
| Población de derecho según los censos de población del INE Población de hecho según los censos de población del INEEntre el censo de 1857 y el anterior, crece el término del municipio porque incorpora a Cubillas Entre el censo de 1970 y el anterior, este municipio desaparece porque se integra en el municipio Sigüenza |

## Patrimonio
El castillo de Guijosa, situado en la localidad y que data del siglo XV, está catalogado como bien de interés cultural en la categoría de monumento.
Destaca la iglesia parroquial de construcción románica, del siglo XIII, aunque de ese siglo solo se conservan pocas partes. Cercano a la localidad se encuentra el castro celtíbero de Castilviejo de Guijosa, del siglo VII a. C.